# Hemtunnel
De Hemtunnel is een spoortunnel onder het Noordzeekanaal en ligt in de spoorlijn Den Helder - Amsterdam, tussen de stations Amsterdam Sloterdijk en Zaandam. Hij werd in 1983 in gebruik genomen ter vervanging van de Hembrug. 

## Geschiedenis

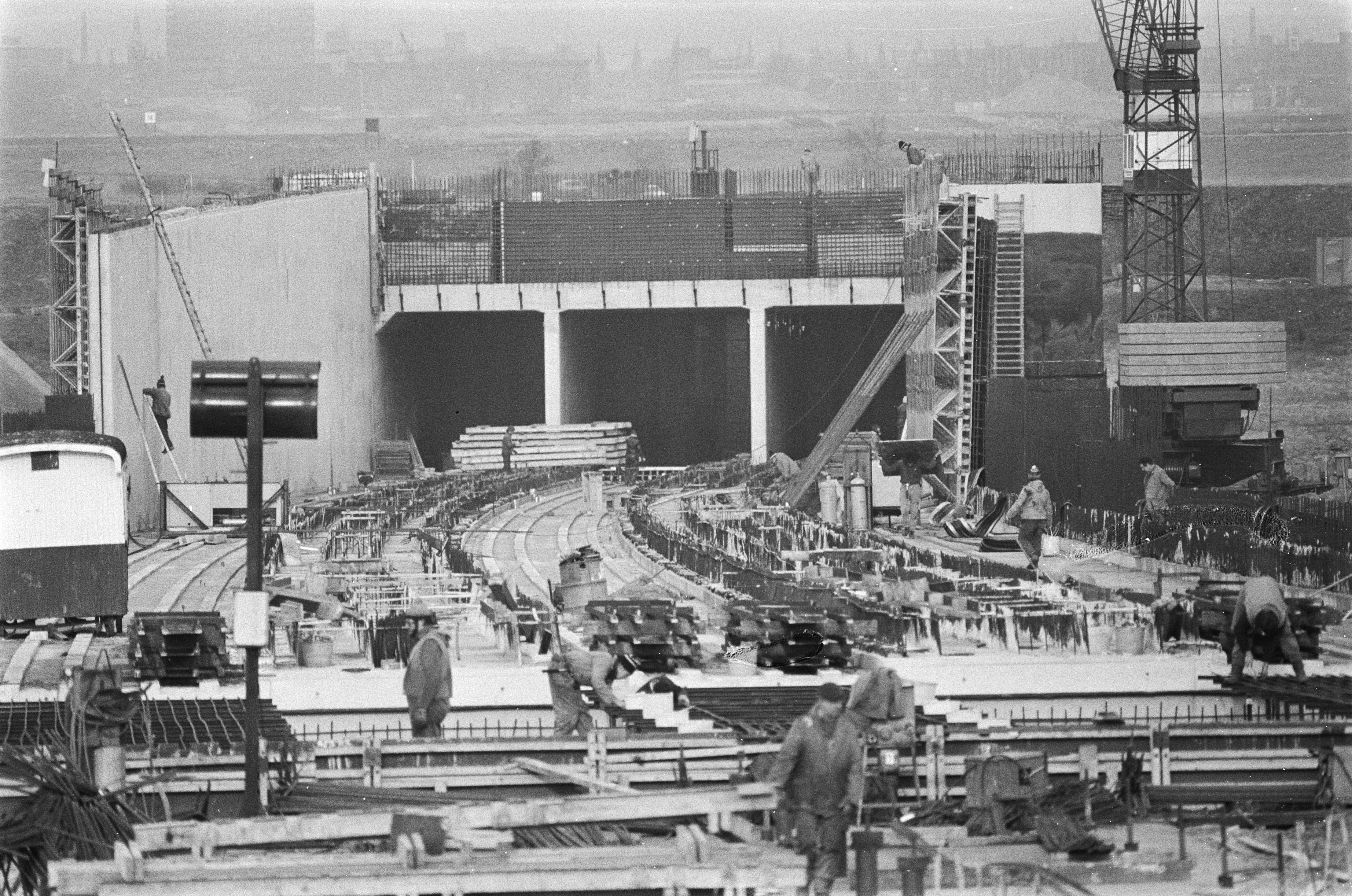
Bouwfoto anno 1978.

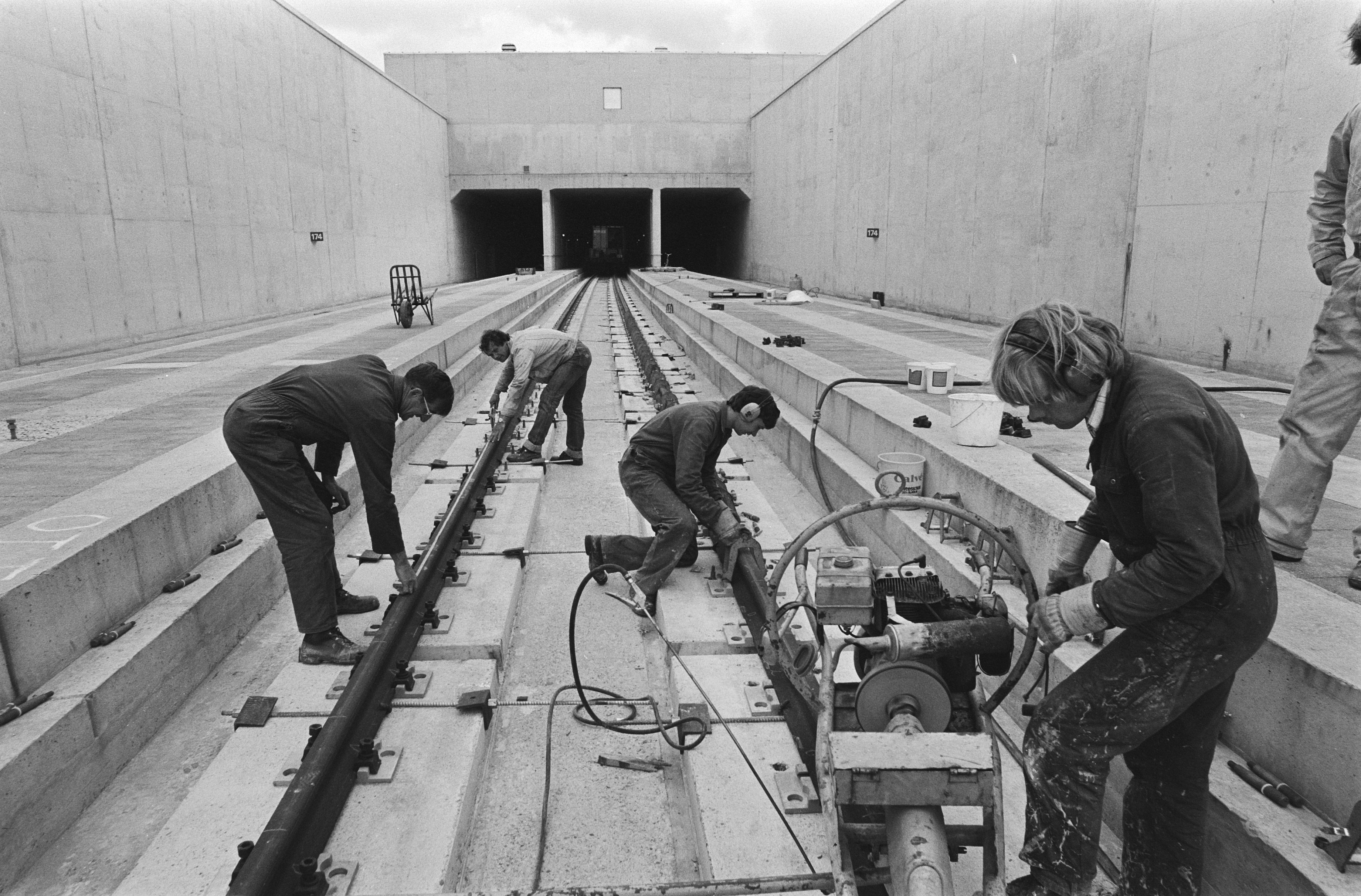
Bouwfoto anno 1983.

De tunnel werd gebouwd omdat de uit 1912 daterende draaibrug een steeds groter obstakel werd voor zowel het groeiende scheepvaartverkeer als voor het spoorwegverkeer. Een aanvaring door het schip Choctaw II in 1974 onderstreepte dat.
De aanleg van de Hemspoortunnel was een groot project. In 1973 brachten Rijkswaterstaat, de Nederlandse Spoorwegen en de gemeentes Amsterdam en Zaanstad een nota over het Hemspoortunnelproject uit. De minister van Verkeer en Waterstaat gaf in 1975 de opdracht om tot uitvoering van het project over te gaan. Naast de tunnelwerken en de twee nieuwe stations, moest er ook in totaal 8,5 kilometer aan spoor nieuw aangelegd of verlegd worden en een aantal ongelijkvloerse kruisingen met wegen gebouwd worden. De tunnel werd op 19 mei 1983 officieel geopend door koningin Beatrix. De bouwkosten inclusief de aanpassing van de stations Zaandam en Amsterdam Sloterdijk worden op 530 miljoen gulden geschat. Alle bouwactiviteiten van het 8 jaar durende project zijn op schema gebleven, wat redelijk bijzonder is gezien de omvang en complexiteit.
Met de ingebruikname van de Hemtunnel werd de eerste fase van het nieuwe station Sloterdijk in gebruik genomen en ook Zaandam kreeg een nieuw station. Omdat de dienstregeling sterk verbeterd kon worden (snel- en stoptreinen hoefden bijvoorbeeld niet meer gekoppeld te rijden door de Hemtunnel), en omdat met de nieuwe dienstregeling oud materieel zoals Mat '46 werd vervangen door de Sprinter, en twee jaar later ook het eerste type Dubbeldeksmaterieel werd geïntroduceerd, was er sprake van een omwenteling qua dienstuitvoering.

## Bouwwijze en techniek
De tunnel heeft drie buizen met ieder één spoor. Alle sporen zijn geschikt voor zowel personen- als goederenvervoer. De middelste tunnelbuis is breder en daardoor geschikt voor bredere transporten. Over de gehele lengte van de tunnelbuizen zijn verhoogde looppaden aangelegd voor onderhoudspersoneel. Tevens kan men via deze paden de tunnel verlaten in geval van nood.
De tunnel is met toeritten in totaal 2400 meter lang. De breedte van de tunnel is 21,5, de hoogte 8,75 meter. Het diepste punt van de tunnel ligt op 26,25 meter beneden NAP. De diepte van het kanaal boven de tunnel is 15 meter. De maximale helling bedraagt 1 op 40.
De tunnel is gebouwd door middel van een afzinkmethode en bestaat uit 7 tunnelelementen van 268 meter elk. Op 20 juni 1981 mochten duizenden mensen door de in aanbouw zijnde tunnel wandelen om de mijlpaal te vieren dat het afzinken van tunneldelen onder het Noordzeekanaal was gelukt.
Doordat vanwege de steile hellingen niet al het goederenvervoer van en naar de Hoogovens te IJmuiden via de Velserspoortunnel kan, wordt het deels via Zaandam afgewikkeld. Om die reden kreeg de Hemtunnel langere hellingen en een derde spoor voor extra capaciteit.
De tunnel werd op 19 mei 1983 officieel geopend door koningin Beatrix. De bouwkosten inclusief de aanpassing van de stations Zaandam en Amsterdam Sloterdijk worden op 530 miljoen gulden geschat. Alle bouwactiviteiten van het 8 jaar durende project zijn op schema gebleven, wat redelijk bijzonder is gezien de omvang en complexiteit.
Amsterdamsebrug ·
Beltbrug ·
Benno Premselabrug ·
Berlagebrug ·
Blauwbrug ·
Coentunnel ·
Cuyperspassage ·
Tweede Coentunnel ·
Diaconessenbrug ·
Duivendrechtsebrug ·
Enneüs Heermabrug ·
Fietstunnel Hempontplein ·
Van Hallbrug ·
Hembrug ·
Hemtunnel ·
Hogesluis ·
Hortusbrug ·
Houtmanspoorbrug (Singelgrachtbrug) ·
IJ-tunnel ·
Jan van Galenbrug ·
Jan Schaeferbrug ·
Kattenslootbrug ·
Kinkerbrug ·
Kortjewantsbrug ·
Magere Brug ·
Meeuwenpleinbrug ·
Michiel de Ruijtertunnel ·
M.S. Vaz Diasbrug ·
Nesciobrug ·
Nieuwe Amstelbrug ·
Odebrug ·
Oetewalerbrug ·
Overtoomse Sluis ·
Piet Heintunnel ·
Rotterdammerbrug ·
Rozenoordbrug ·
Scharrebiersluis ·
Schellingwouderbrug ·
Schinkelbrug ·
Spaarndammertunnel ·
Théophile de Bockbrug ·
Torontobrug ·
Utrechtsebrug ·
Westerkeersluis ·
Wiegbrug ·
Willemsbrug (Singelgracht) ·
Zeeburgerbrug ·
Zeeburgertunnel ·
Zeilbrug